# Тимофєєвка (Ульяновська область)
Тимофєєвка (рос. Тимофеевка) — присілок в Цильнинському районі Ульяновської області Російської Федерації.
Населення становить 131 особу. Входить до складу муніципального утворення Новонікулинське сільське поселення.

## Історія
Від 2004 року входить до складу муніципального утворення Новонікулинське сільське поселення.

## Населення
| 2010 |
| ---- |
| 131  |